# Wasilij Baskakow
Wasilij Władimirowicz Baskakow (ur. 1962) – rosyjski piłkarz (obrońca) i trener piłkarski. Związany zwłaszcza z klubem Tom Tomsk.

## Życiorys
Pochodzi z wioski Parabiel (ros. Парабель) w Obwodzie tomskim.
W latach 80. i 90. XX wieku był piłkarzem w klubach Tom Tomsk i Kuzbass Kemerowo. Rozegrał łącznie ponad 300 meczów.
W latach 1999–2001 sędziował w meczach niższych lig rosyjskich.
Od 2004 w sztabie trenerskim klubu Tom Tomsk. Tymczasowo obejmował funkcję głównego trenera w 2004, 2008 i 2011 roku. Trenerem „na stałe” był w latach 2013–2014 i od 2018.